# Holstraat (Gent)
De Holstraat is een straat in Gent gelegen in het gebied tussen de Oude Houtlei en de Coupure (tussen Leie en de Coupure) en verbindt de Hoogstraat met het Casinoplein en de Galgenberg. In de Holstraat speelde zich een belangrijk deel van de Gentse geschiedenis af. 

## Geschiedenis
Alhier werd "De maatschappij voor landbouw en kruidkunde" (nu Gentse Floraliën), opgericht door de Gentse burgerij die exotische bloemen wilde. In deze buurt waren de eerste tuinen. Ook hadden de eerste tentoonstellingen hier plaats. Hiervoor werd de "zaal van Flora" gebouwd. Later verhuisden deze tentoonstellingen wegens ruimtegebrek naar andere locaties, zoals het stadhuis en de universiteit. 
In 1835 werd met de bouw van het casino terug naar de oorspronkelijke buurt gegaan. (Grenzend aan de Holstraat, nu Casinoplein). Op deze plek staat nu de veeartsenijschool. Later werd ook uitgeweken naar de serre van de wereldtentoonstelling van 1913, later verbouwd tot de Velodrome Het Kuipke. 
Ondertussen werd de "zaal van flora" gebruikt als danszaal en begin 1900 werd in dit pand het Hoger Technisch Instituut Sint Antonius ondergebracht. Deze school in de volksmond ook "De Holstraat" genoemd. (In Gent was het de gewoonte veel scholen te noemen naar de straten waar ze gelegen waren.) Het was de eerste school die degelijke hogere technische opleiding aanbood.